# كيفن هوفر
كيفن هوفر (بالإنجليزية: Kevin Hoover)‏ هو اقتصادي أمريكي، ولد في 3 مايو 1955.